# Giovanni Gronchi
Giovanni Gronchi, OMCA (phát âm tiếng Ý: [ʤoˈvanni ˈɡroŋki]; 10 tháng 9 năm 1887 – 17 tháng 10 năm 1978) là chính trị gia người Ý thuộc đảng Dân chủ Thiên chúa giáo, ông trở thành vị Tổng thống Ý thứ 3 vào năm 1955, sau Luigi Einaudi. Nhiệm kỳ tổng thống của ông kéo dài đến năm 1962 và được đánh dấu bởi nỗ lực gây tranh cãi và thất bại trong việc đưa ra "sự mở cửa cho phe tả" trong chính trị Ý.

## Tiểu sử

### Thời trẻ và sự nghiệp chính trị
Ông sinh ra tại Pontedera, Tuscany. Cha của ông làm kế toán ở tiệm bánh và bán salami, và là thành viên đầu tiên của Phong Trào Kitô Giáo được thành lập bởi linh mục Công giáo Don Romolo Murri. Ông tốt nghiệp bằng văn chương và triết học tại Scuola normale superiore. Từ năm 1911 đến năm 1915, ông làm giáo viên dạy các môn cổ điển ở một số thị trấn của Ý (Parma, Massa di Carrara, Bergamo và Monza).
Ông đã tình nguyện phục vụ trong thế chiến I và khi kết thúc, ông trở thành một trong những thành viên sáng lập của Đảng Công giáo Ý của Ý năm 1919. Ông được bầu làm đại diện cho Pisa trong cả hai cuộc bầu cử quốc hội năm 1919 và 1921. Một nhà lãnh đạo công đoàn trong Liên hiệp công nhân Cơ đốc người Ý, năm 1922-1923 ông phục vụ trong chính phủ đầu tiên của Benito Mussolini dưới quyền Bộ trưởng Bộ Công nghiệp và Thương mại. Tuy nhiên, vào tháng 4 năm 1923, một cuộc họp toàn quốc của Đảng Dân chủ tổ chức tại Turin đã quyết định thu hồi tất cả các đại diện của PPI từ chính phủ. Sau đó, ông trở lại vai trò của mình trong sự lãnh đạo của các công đoàn Công giáo, và cố gắng đối mặt với sự bạo lực hàng ngày được chống lại bởi các đội phát xít.
Năm 1924, sau khi Luigi Sturzo từ chức làm Thư ký của PPI, Gronchi trở thành lãnh đạo đảng, cùng với hai "triumvirs" khác (Spataro và Rodinò). Được tái cử vào Quốc hội trong cùng năm đó, ông đã tham gia vào phe chống lại phe phát xít của phong trào Aventine (từ đồi ở Rôma, nơi mà phe đối lập đã rút khỏi Quốc hội). Năm 1926, ông bị trục xuất khỏi Quốc hội theo chế độ mới.
Trong những năm giữa năm 1925 và 1943, ông đã làm gián đoạn sự nghiệp chính trị của mình. Để tránh phải trở thành một thành viên của Đảng Phát xít, ông cũng từ chức vị trí giáo viên và kiếm sống như một doanh nhân thành đạt, trước hết là người bán hàng và sau đó là một nhà công nghiệp.
Ngày 29 tháng 9 năm 1942, Gronkowski, cùng với một số chính trị gia Công giáo như Alcide De Gasperi, Achille Grandi, Piero Malvestiti, Giuseppe Brusasca và những người khác, đã tham gia các cuộc họp bí mật đầu tiên chuẩn bị cho việc thành lập đảng Dân chủ Thiên chúa giáo, quê hương của Giorgio Enrico Falck, Milan doanh nhân nổi tiếng. Vào ngày 19 tháng 3 năm 1943, nhóm họp tại Roma tại nhà của Giuseppe Spataro, để thảo luận và thông qua các tài liệu, soạn thảo bởi De Gasperi, "ý tưởng tái tạo của đảng Dân chủ Thiên chúa giáo," được coi là hành động của sự thành lập chính thức của đảng mới.